# Société historique de San Francisco
La Société historique de San Francisco (San Francisco Historical Society) est une organisation à but non lucratif qui se consacre à la préservation, à l'interprétation et à la présentation de l'histoire de San Francisco et de la région de la baie environnante. Il s'agit d'une organisation basée sur l'adhésion qui organise des programmes de conférences mensuels, des visites à pied de San Francisco et publie des recherches originales. Elle est propriétaire du circuit pédestre Barbary Coast Trail (en) et publie la revue semestrielle Argonaut. En 2021, elle comptait un peu moins de 2 000 membres.

## Histoire
La San Francisco Historical Society a été fondée en 1988 par l'historien Charles A. Fracchia.
En février 2002, elle a fusionné avec le musée de la ville de San Francisco pour créer la San Francisco Museum and Historical Society, que le gouvernement municipal de San Francisco a reconnu comme le musée historique officiel de San Francisco. L'un des objectifs de la fusion des deux organisations était d'élaborer une proposition unique pour rénover et exploiter l'ancienne Monnaie de San Francisco en tant que musée historique.
Le musée et société historique de San Francisco a repris la gestion de la Monnaie en 2004, avec l'intention d'en faire le siège permanent du musée. L'organisation a dépensé environ 14 millions de dollars pour stabiliser et rénover partiellement le bâtiment. Cependant, le bâtiment nécessitait encore environ 60 millions de dollars de travaux supplémentaires, et la ville de San Francisco a conclu que l'organisation ne progressait pas assez rapidement après 11 ans de travaux, et a donc ordonné à la SFMHS de libérer le bâtiment en 2015,.
En 2019, la Société historique de San Francisco a repris son nom d'origine,. En octobre de la même année, elle a emménagé dans son premier espace muséal, au 608 Commercial Street, à San Francisco,.